# Estatua de Jasejemuy en esquisto verde
La estatua de Jasejemuy en esquisto verde es una antigua escultura egipcia en esquisto que representa al último faraón de la dinastía II, Jasejemuy, que reinó probablemente entre 2740 y 2705 a. C. o, según otros, con muchas incertidumbres, entre 2875 y 2790 a. C.

## Descripción

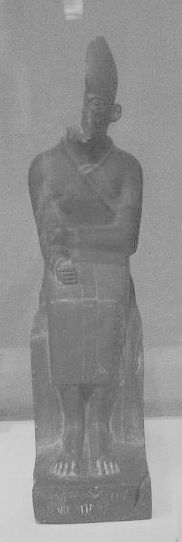
Estatua de Jasejemuy vista de frente.

Entre los ejemplos más antiguos de la estatuaria egipcia, es la estatua real más antigua, cuando anteriormente, las esculturas eran realizadas en honor de las divinidades. y demostrando una gran maestría en el trabajo de la piedra dura. Pertenece a un par de estatuas (la otra es de piedra caliza) colocadas por el faraón en el templo de Hieracómpolis, de gran importancia en el período protodinástico, donde fue encontrada en 1898 por James Edward Quibell.
Fue el primer faraón conocido que mandó hacer estatuas de sí mismo, cuando anteriormente, las esculturas eran realizadas en honor de las divinidades.
Actualmente se encuentra en el Museo Egipcio de El Cairo (JE 32161).
Jasejemuy está sentado en un trono con respaldo bajo de aspecto sencillo, llevando la corona blanca (hedyet) del Alto Egipto y la vestimenta blanca que envuelve el cuerpo dejando partes de manos y piernas libres, de la fiesta del jubileo Heb Sed, con la que el país celebraba el rejuvenecimiento del soberano a partir de su trigésimo año de reinado. Las dos manos están cerradas, la derecha descansa sobre el muslo, mientras que la izquierda se sitúa al lado del abdomen. Al tener un agujero cada una, es muy probable que sostuvieran originalmente símbolos de la realeza, hoy perdidos. Los pies descalzos descansan sobre una plataforma.
Desgraciadamente, está perdida toda la parte derecha de la cabeza y la corona, y falta por completo la nariz, pero la parte restante deja entrever la habilidad del artista para el retrato, con los ojos y las comisuras de los labios de gran plasticidad.
Alrededor de la base de la escultura, en los laterales, se representan a los enemigos abatidos, sin gran detalle, y en la parte frontal, está inscrito el número de enemigos que sometió el rey, ascendiendo a 47.209, una cifra seguramente desproporcionada. La práctica de evocar grandes hazañas por el rey mediante objetos y monumentos votivos estaba muy extendida ya en el periodo predinástico de Egipto. También en el frontal de la base aparece el nombre de Horus del rey: ḥr ḫˁ sḫm (Horus Jasejem) pero hacia arriba, de tal manera que es el rey, en su posición sedente quien lo vería correctamente.